# Повітряні сили Хорватії
Повітряні сили Хорватії (скорочено ПС Хорватії, хорв. Hrvatsko ratno zrakoplovstvo) — вид хорватських збройних сил, головне завдання якого полягає в забезпеченні суверенітету хорватського повітряного простору та наданні авіаційної підтримки іншим видам збройних сил при виконанні їхніх завдань у спільних операціях. Засновані 12 жовтня 1991 указом Президента Республіки.
До 26 січня 2018 року були також носієм та організатором інтегрованої системи ППО Хорватії, після чого ці функції перейшли до хорватських сухопутних військ.. 

## Історія
Деякі з перших піонерів повітроплавства були уродженцями Хорватії або хорватського походження. Фауст Вранчич в 1617 році розробив та успішно випробував парашут. Першим хорватом, який здійснив політ на повітряній кулі був Крсто Мазарович, що пролетів над Загребом у 1789 році. Піонер авіації угорського походження, що провів більшість життя в Загребі Давид Шварц створив перший льотний жорсткий дирижабль. Славолюб Едуард Пенкала сконструював у 1909 році перший хорватський двомісний літак, який у цьому самому році перший хорватський летун Драгутин Новак використав для свого першого польоту. Катарина Матанович-Куленович, яка в 1936 році вступила на службу як дипломована льотчиця в королівських югославських ВПС, стала першою хорватською жінкою-пілотом і парашутисткою.
Хорватська військова авіація народилася 12 грудня 1991 року, під час хорватської війни за незалежність від Югославії. Після 2003 року майже весь флот пройшов осучаснення або капітальний ремонт. Хорватія нині очікує впровадження в експлуатацію в найближчому майбутньому нових вертольотів і винищувачів, що дозволить військовикам оперувати конче потрібними новітніми технологіями.

## Устрій
- Командування військової авіації[3]
  - Штабна рота
  - 91-а база ВПС — Плесо, Загреб
    - Штабна рота

Поточна структура хорватських ВПС

    - 21-а винищувальна ескадрилья — MiG-21 bisD/UMD
    - 27-а ескадрилья транспортної авіації — An-32B, PA-31P
    - 28-а ескадрилья транспортних вертольотів - Mi-171Sh
    - Технічний авіабатальйон

  - 93-а база ВПС — Земуник, Задар
    - Штабна рота
    - 20-а ескадрилья транспортних вертольотів — Mi-8MTV-1, Mi-17
    - 885-а протипожежна ескадрилья — Canadair CL-415, Air Tractor AT-802F
    - Ескадрилья літаків — Pilatus PC-9M, Zlin 242L
    - Ескадрилья навчальних вертольотів — Bell 206B-3, Mi-8T/PS
    - Технічний авіабатальйон

  - Повітряно-розвідувальний батальйон
  - Навчальний центр ВПС

## Оснащення
Згідно з даними IISS The Military Balance на 2022 рік Військово-повітряні сили Хорватії мали у своєму розпорядженні таку техніку:
| Найменування              | Фото          | Країна походження | Призначення                                         | Варіант          | Кількість     | Примітки                                                                                         |
| Бойові літаки             | Бойові літаки | Бойові літаки     | Бойові літаки                                       | Бойові літаки    | Бойові літаки | Бойові літаки                                                                                    |
| ------------------------- | ------------- | ----------------- | --------------------------------------------------- | ---------------- | ------------- | ------------------------------------------------------------------------------------------------ |
| Dassault Rafale           |               | Франція           | Багатоцільовий винищувач                            | C/B F3-R         | 12/12         | Замовлено 12 літаків від 2021 року. Хорватія отримала всі 12 Dassault Rafale у квітні 2025 року. |
| Навчальні літаки          |               |                   |                                                     |                  |               |                                                                                                  |
| Pilatus PC-9              |               | Швейцарія         | Навчально-тренувальний літак                        | Pilatus PC-9M    | 17            |                                                                                                  |
| Zlin 242L                 |               | Чехія             | Навчально-тренувальний літак                        | Zlin 242L        | 4             |                                                                                                  |
| Гелікоптери               |               |                   |                                                     |                  |               |                                                                                                  |
| Sikorsky UH-60 Black Hawk |               | США               | Багатоцільовий гелікоптер                           |                  | 4             | 8 замовлено                                                                                      |
| Bell OH-58 Kiowa          |               | США               | Багатоцільовий гелікоптер                           |                  | 15            |                                                                                                  |
| Bell 206                  |               | США               | легкий навчальний гелікоптер загального призначення | 206B-3           | 8             | впроваджений у 1997                                                                              |
| БПЛА                      |               |                   |                                                     |                  |               |                                                                                                  |
| Elbit Skylark             |               | Ізраїль           | розвідка                                            | Skylark I        | 6             | придбані в 2007 і 2008 рр., замовлено ще, використовуються сухопутними військами                 |
| Elbit Hermes 450          |               | Ізраїль           | розвідка                                            | Elbit Hermes 450 | 2             | придбані в 2007 р.                                                                               |

## Розпізнавальні знаки

Розпізнавальний знак BПC та ППО Хорватії
Знак на кіль
Варіант зменшеної видимості

### Еволюція розпізнавальних знаків
| Розпізнавальний знак | Знак на фюзеляж | Знак на кіль | Коли використовувався  | Порядок нанесення |
| -------------------- | --------------- | ------------ | ---------------------- | ----------------- |
|                      |                 |              | 1991 — 1993            |                   |
|                      |                 |              | з 1993 року по наш час |                   |